# Blue State
Blue State (Brasil: Tudo Azul ) é um filme de 2007 dirigido por Marshall Lewy.

## Sinopse
John Logue cumpre uma promessa de campanha e embarca em uma viagem com uma moça misteriosa e sensual chamada Chloe. Durante a viagem, John percebe que Chloe não é exatamente o que parece.

## Elenco
- Breckin Meyer ... John Logue
- Anna Paquin ... Chloe Hamon
- Joyce Krenz ... Srta. Logue
- Richard Blackburn ... Sr. Logue
- Adriana O'Neil ... Gloria O'Neill
- Seun Olagunju ... Randall

## Recepção
No agregador de críticas dos Estados Unidos, o Rotten Tomatoes, na pontuação onde a equipe do site categoriza as opiniões da  grande mídia e da mídia independente apenas como positivas ou negativas, o filme tem um índice de aprovação de 40% calculado com base em 5 comentários dos críticos. Por comparação, com as mesmas opiniões sendo calculadas usando uma média aritmética ponderada, a nota alcançada é 5/10.
Em sua crítica para a Variety, Robert Koehler disse que "interpretado de forma vitoriosa por Breckin Meyer e Anna Paquin – o filme funciona como um filme de estrada humano e alegre, apenas para tropeçar em clichês e sátira tensa quando cruza a fronteira. As co-estrelas devem garantir algum tráfego teatral e auxiliar modesto."